# Valvasorjeva nagrada
Valvasorjeve nagrade oz. odličja so slovenske nagrade za največje dosežke muzejskih ustanov, sodelavcev, prostovoljcev in donatorjev, ki jih je 16. oktobra 1971 prvič podelila Skupnost muzejev Slovenije, s čimer je obeležila 150-letnico nastanka Kranjskega deželnega muzeja, prvega muzeja na Slovenskem (15. oktober 1971). Ime nosijo po Janezu Vajkardu Valvasorju, ki ga je Sergej Vrišer označil za predhodnika muzejstva na Slovenskem.
Od leta 1998 jih podeljuje Slovensko muzejsko društvo, praviloma na predvečer mednarodnega dneva muzejev, 18. maja, in praviloma v eni od muzejskih ustanov v Ljubljani. Komisija izbere nagrajence za preteklo leto na podlagi vsakoletnega razpisa, objavljenega okoli 20. januarja. 

## Vrste nagrad
Podeljuje se: 
- valvasorjevo nagrado za življenjsko delo.
- valvasorjeve nagrade za dosežke v enem ali več letih (pred letom 2012 imenovane valvasorjeva priznanja).
- valvasorjeva častna priznanja za posebne zasluge posameznikov in ustanov ter posredovanje ali podaritev obsežnejših zbirk ali pomembnih delov premične naravne in kulturne dediščine ali spomenika večje vrednosti muzejem. Uvedli so jih leta 1997.
- valvasorjeve diplome organizacijam, podjetjem in posameznikom za zasluge pri realizaciji muzejskih projektov, donatorstvo in sponzorstvo. Uvedli so jih leta 2012.
- valvasorjev nagelj za projekte s poudarkom na socialni empatiji. Uvedli so ga leta 2014.
- slovenski muzej leta za muzeje. Uvedli so jih leta 2023, vendar za leto 2024 komisija ni prejela nobene prijave.

## Zgodovina
Podelitev prvih nagrad je potekala na sedmem kongresu Zveze muzejskih društev Jugoslavije.
Nekaj časa so delili valvasorjeva posebna priznanja (od leta 1975, na pobudo nekaterih muzejev) in plakete (uvedene še pred posebnimi priznanji). Do leta 2012 so podeljevali valvasorjeve nagrade za življenjsko delo, valvasorjeva priznanja za pomembne dosežke na muzejskem področju v preteklem letu in valvasorjeva častna priznanja za posebne zasluge pri popularizaciji muzejstva in premične dediščine in za pomembne donacije muzejem in galerijam.
Leta 1983 je Matija Murko predlagal pregled in noveliranje pravilnikov tudi za valvasorjeve nagrade, Sergej Vrišer pa je ta pravilnik označil za sorazmerno starega. Zmotilo ga je, da nekaterih zaslužnih muzejskih delavcev nihče ne predlaga. Aprila 1988 nagrad za leto 1987 niso podelili zaradi nekaterih nejasnosti v zvezi z novim pravilnikom. Leta 1992 so valvasorjeve nagrade po »dveinpolletnem zatišju« ponovno podelili in takrat upoštevali delo muzealcev v letih 1990 in 1991.

## Nagrajenci Skupnosti muzejev Slovenije (1971–1997)

### Valvasorjeva nagrada za življenjsko delo I
| Za leto | Ime                                    | Opombe                                                                                                   | Ustanova | Sklici               |
| ------- | -------------------------------------- | --- | --- | -------------------- |
| 1971    | Zoran Kržišnik                         | ravnatelj Moderne galerije                                                                               | | [ 3 ] [ 8 ]          |
| 1971    | Janko Jarc                             | ravnatelj Dolenjskega muzeja                                                                             | Za razvoj muzejstva na Dolenjskem. Ustanovil in vodil je Dolenjski muzej in Dolenjsko galerijo. Pomagal je razvijati Posavskega in Belokranjski muzej. Njegova knjiga Partizanski rog je bila ob podelitvi valvasorjeve nagrade navedena kot eno najtemeljitejših del iz obdobja slovenskega osvobodilnega boja. | [ 3 ] [ 8 ]          |
| 1971    | Josip Mal                              | | Bil je kustos nekdanjega Deželnega muzeja in dolgoletni ravnatelj Narodnega in Mestnega muzeja v Ljubljani. Kulturna zgodovina Ljubljane je bila ob podelitvi valvasorjeve nagrade označena za eno najpomembnejših Malovih povojnih del. | [ 3 ] [ 8 ]          |
| 1971    | France Ostanek                         | ravnatelj Slovenskega šolskega muzeja                                                                    | Ravnatelj je bil od leta 1951. V šolskem muzeju je osnoval dokumentacijo za zgodovino šolstva. Po njegovem konceptu so se ustanavljali republiški šolski muzeji. | [ 3 ] [ 8 ]          |
| 1971    | Marija Rutar                           | ravnateljica muzeja za Tolminsko                                                                         | Ustvarila je muzejske zbirke v Tolminu, Trenti in Vrsnem. | [ 3 ] [ 8 ]          |
| 1971    | Jože Kastelic                          | dolgoletni ravnatelj Narodnega muzeja                                                                    | | [ 3 ] [ 8 ]          |
| 1971    | Bogo Teplý                             | dolgoletni ravnatelj Pokrajinskega muzeja v Mariboru                                                     | Vnet zagovornik muzejsko raziskovalnega dela, pomemben je tudi njegov delež za slovensko muzejstvo v zelo aktivnem in konstruktivnem sodelovanju v Zvezi muzejev Jugoslavije in Društva muzealcev Slovenije. | [ 3 ] [ 8 ]          |
| 1972    | Srečko Logar                           | ravnatelj Mestnega muzeja v Idriji                                                                       | Po 2. svetovni vojni je bil eden najbolj prizadevnih graditeljev muzejske službe na Primorskem. Ustanovil in več let je urejal publikacijo Mestnega muzeja v Idriji, imenovano Idrijski razgledi. | [ 9 ] [ 10 ]         |
| 1972    | Stane Terčak                           | Muzej revolucije v Celju                                                                                 | Preučeval je NOB na celjskem. Leta 1950 je dobil nalogo, da v Pokrajinskem muzeju v Celju ustanovi oddelek, posvečen tej tematiki. Zaradi obširnega gradiva se je zavzel za samostojni muzej NOB. Bil je tudi dejaven pisec in predavatelj. | [ 9 ] [ 10 ]         |
| 1973    | Stanko Škaler posthumna podelitev      | ravnatelj Posavskega muzeja                                                                              | S posavskim muzejem je sodeloval že kot študent. Najprej je bil profesor, nato je v ta muzej prišel kot kustos in postal ravnatelj po upokojitvi svojega predhodnika, Frana Stiplovška. | [ 11 ] [ 10 ]        |
| 1973    | Bogdan Žolnir                          | ravnatelj Muzeja ljudske revolucije v Slovenj Gradcu                                                     | Preučeval je NOB gornje Dravske, Mislinjske in Mežiške doline. Muzej, ki ga je vodil, je bil njegovo življenjsko delo. | [ 11 ] [ 10 ]        |
| 1973    | Janez Gojkovič                         | preparator Pokrajinskega muzeja na Ptuju                                                                 | Doma je bil iz kolarske družine v Spodnji Hajdini. Deloval je na področju arheologije in preparatorstva. Bil je oskrbnik mitrejev. Po letu 1935 je sodeloval na vseh izkopavanjih na ptujskem ozemlju pod vodstvom Šmida, Škrabarja, Baša, Klemenca in drugih. Konserviral je večino arheološkega gradiva za Posavski, Belokranjski in zlasti za Dolenjski muzej. Prispeval je k tehniki preciznega izkopavanja.                               | [ 11 ] [ 10 ]        |
| 1974    | Miroslav Pahor                         | ravnatelj Piranskega pomorskega muzeja Sergej Mašera                                                     | V 50. letih prejšnjega stoletja je postavil temelje takratnemu muzeju v Piranu. Iz lokalno zasnovane zbirke se je sčasoma razvil današnji specialni muzej slovenskega pomorstva. V raziskovanju te tematike in njeni muzejski postavitvi je Pahor oral ledino. | [ 12 ] [ 13 ]        |
| 1974    | Sergej Vrišer                          | ravnatelj Pokrajinskega muzeja v Mariboru                                                                | Med drugim je zbral in postavil prvo sodobno urejeno vseslovensko zbirko modnih oblačil in uniform. Od leta 1971 je predaval na oddelku za umetnosto zgodovino Filozofske fakultete v Ljubljani. | [ 13 ]               |
| 1975    | Anton Polenec                          | | Bil je iniciator nove postavitve razstavnih zbirk Prirodoslovnega muzeja na ekološki podlagi in z mislijo na osveščanje šolajoče se mladine. Sodeloval je pri popularizaciji biološke znanosti s prevajanje in pisanjem člankov in knjig. | [ 4 ] [ 13 ]         |
| 1975    | Boris Kuhar                            | Slovenski etnografski muzej                                                                              | Etnografski muzej je želel približati publiki tudi s povečanjem letnega števila razstav. Pomagal je urediti zbirke drugim muzejem in kulturnim ustanovam. Raziskoval je afriško kulturo in z njo seznanjal domačo javnost preko televizije in tiska. Za kenijsko vlado je izdelal ekspertizo o vključevanju kulturnih dobrin v turistično ponudbo. Za somalijsko vlado je izdelal osnutek projekta za novi nacionalni muzej v Mogadišu.        | [ 4 ] [ 13 ]         |
| 1976    | Jože Dular                             | ravnatelj Belokranjskega muzeja v Metliki                                                                | | [ 14 ] [ 13 ]        |
| 1976    | Nada Sedlar                            | vodja laboratorija Narodnega muzeja v Ljubljani                                                          | Smiselno je izgrajevala laboratorij Narodnega muzeja v skupno osrednjo ustanovo na področju konservacije kovin, organskih snovi in keramike. Izobraževala je mlajše kolege. | [ 13 ]               |
| 1977    | Anica Cevc                             | ravnateljica Narodne galerije v Ljubljani                                                                | V Narodni galeriji je delala od leta 1951. Do leta 1964 je bila kustosinja, nato ravnateljica. Sodelovala je z drugimi muzeji in galerijami. Predavala je po Sloveniji in otvarjala potujoče razstave. Sodelovala je s strokovnimi glasili, številnimi listi in RTV. | [ 2 ]                |
| 1977    | Iva Stiplovšek                         | muzejska pedagoginja Posavskega muzeja v Brežicah                                                        | Pred 2. svetovno vojno je bila članica muzejskega društva za takratna politična okraja Brežice in Krško. Z možem je ustvarila prvo muzejsko zbirko v Posavju. K muzejskemu delu se je vrnila takoj po končani vojni. Z muzejsko pedagogiko se je ukvarjala od leta 1940. | [ 2 ]                |
| 1978    | Marijan Vidmar                         | ravnatelj Tehniškega muzeja Slovenije                                                                    | Oral je ledino s postavitvijo Lovskega muzeja. Bil je predsednik komisije za upravljanje muzejskega doma v graščini Grimščice, oziroma vile v Zaki na Bledu. | [ 2 ]                |
| 1979    | Slava Mihevc – Mira                    | Muzej ljudske revolucije Slovenije v Ljubljani                                                           | | [ 15 ]               |
| 1979    | Milena Moškon                          | Pokrajinski muzej v Celju                                                                                | V celjskem muzeju je kot kustosinja delala od leta 1955. Med njenimi zanimanji so bili izvenevropska zbirka Alme Karlin, celjska umetna obrt, zapuščina celjskih grofov in stare grafike muzeja. Bila je nekakšna predhodnica celjske spomeniškovarstvene službe. Na celjskem je občasno prirejala razstave sodobne umetnosti. Bila je predavateljica, objavljala je članke v lokalnem tisku in revijah ter strokovnih glasilih.               | [ 2 ] [ 15 ]         |
| 1980    | Cene Avguštin                          | Gorenjski muzej v Kranju                                                                                 | Imel je zasluge za nastanek muzeja v Kranju in njegove knjižnice. S potujočimi razstavami je želel približati likovno umetnost tudi podeželju. Vplival je na nastanek razstavišč in galerij po vsej Gorenjski, od Škofje Loke do Jesenic. | [ 2 ] [ 16 ]         |
| 1980    | Aleksander Jeločnik                    | vodja numizmatičnega oddelka pri Narodnem muzeju v Ljubljani                                             | Je ustanovitelj tega numizmatičnega kabineta. | [ 2 ] [ 16 ]         |
| 1981    | Andrej Pavlovec                        | | Njegovo muzejsko in galerijsko delo je bilo vezano na Škofjo Loko, kjer je bil ravnatelj loškega muzeja. Bil je organizator Groharjeve slikarske kolonije na Loškem gradu. | [ 17 ]               |
| 1981    | Karel Pečko                            | ravnatelj Zavoda za kulturo                                                                              | Bil je osnovnošolski likovni učitelj, ob ustanovitvi Umetnostnega paviljona v Slovenj Gradec v letih 1955/1956 pa je postal njegov vodja. Bil je podpornik Sokličevega muzeja in muzeja NOB. | [ 17 ]               |
| 1982    | Marija Gosar                           | Prirodoslovni muzej v Ljubljani                                                                          | Ob prejemu nagrade je bila že 17 let delavka Prirodoslovnega muzeja. Zanimalo jo je delo z mladimi. Sodelovala je s Prirodoslovnim društvom. Organizirala in vodila je mladinsko raziskovalno akcijo Onesnaženost zraka v okviru akcije Okolje v Sloveniji. | [ 18 ] [ 19 ]        |
| 1982    | Milan Ževart                           | Muzej narodne osvoboditve Maribor                                                                        | Muzealec je bil od leta 1956. Najprej je bil kustos in vodja oddelka pri Pokrajinskem muzeju v Mariboru. Leta 1958 je prevzel vodenje novoustanovljenega Muzeja narodne osvoboditve Maribor. Pod njegovim vodstvom se je muzej razvil v pokrajinsko ustanovo s petimi zunanjimi izpostavami. Skrbel je za kvalitetno raziskovalno delo na področju zgodovine NOB.                                                                              | [ 18 ] [ 19 ]        |
| 1983    | Branko Marušič                         | ravnatelj Goriškega muzeja                                                                               | V Goriški muzej, ki ga je vodil od leta 1965, je vnesel raziskovalno delo. Prispeval je k ustanovitvi revije Goriški letnik. | [ 20 ]               |
| 1983    | Peter Petru posthumna podelitev        | ravnatelj Narodnega muzeja v Ljubljani                                                                   | Kariero je začel kot kustos arheolog. Bil je konservator v Zavodu za spomeniško varstvo. Leta 1970 je postal ravnatelj Narodnega muzeja. Leta 1975 je začel poučevati na oddelku za arheologijo Filozofske fakultete v Ljubljani. Opisan je bil kot prijateljski človek, ki svojega dela ni omejil na kabinet. | [ 20 ]               |
| 1984    | Hanka Štular                           | muzejska svetovalka v Narodnem muzeju                                                                    | Muzealka je postala že kot študentka. Med drugim je prevajala strokovne tekste v nemščino. Bila je med avtorji slovenskega umetnostnega slovarja. | [ 21 ]               |
| 1984    | Ljudmila Plesničar                     | muzejska svetovalka v Mestnem muzeju v Ljubljani                                                         | Prizadevala si je za reševanje ostankov antične Emone in njihovo vključevanje v utrip današnje Ljubljane. | [ 21 ]               |
| 1985    | Slavica Pavlič                         | ravnateljica Slovenskega šolskega muzeja                                                                 | Muzealka je postala leta 1961. Do leta 1974 je bila kustosinja za dokumentacijo, nato pa je postala ravnateljica. Pozornost je posvečala tako zbiranju, kot raziskovanju. | [ 22 ] [ 23 ] [ 24 ] |
| 1985    | Vesna Bučić                            | muzejska svetovalka v Narodnem muzeju v Ljubljani                                                        | V tej ustanovi je delala od diplome. Bila je poznavalka umetne obrti. | [ 22 ] [ 23 ] [ 24 ] |
| 1986    | Lado Smrekar                           | direktor Galerije Božidar Jakac                                                                          | Najprej je vodil OŠ v Kostanjevici na Krki. Med drugim je pridobil umetnine Božidarja Jakca ter Toneta in Franceta Kralja. Osnoval je Gorjupovo galerijo. | [ 25 ] [ 26 ] [ 27 ] |
| 1986    | Vlasta Koren                           | ravnateljica Pokrajinskega muzeja v Murski Soboti                                                        | Leta 1954 je po diplomi postala kustosinja in upravnica Tolminskega muzeja. Leto kasneje je odšla v Prekmurje, kjer je bila edina muzealka. Tega leta je ustanovila muzej in na začetku je bilo 20 predmetov v stari molilnici luteranske cerkve. Leto kasneje je muzej dobil svoje prostore na gradu, iz katerega se je takrat izselila občina. 6 let je vodila razstavni paviljon v Murski Soboti. Posvečala se je tudi raziskovalnemu delu. | [ 25 ] [ 26 ] [ 27 ] |
| 1987    | ni bilo podelitve valvasorjevih nagrad | ni bilo podelitve valvasorjevih nagrad                                                                   | ni bilo podelitve valvasorjevih nagrad | [ 6 ]                |
| 1988    | Jurij Bavdaž                           | ravnatelj Mestnega muzeja v Idriji                                                                       | Prispeval je k ohranitvi Klavž na Idrijci in Belci, vodne črpalke Kamšt in edinega primerka stare idrijske rudarske hiše. Poskrbel je za odkup Bevkove domačije v Zakojci. Varovanje zgodovinske dediščine je povezal z okoljem, primer tega so Partizanska bolnišnica Franja, Tiskarna Slovenija in Divje jezero pri Idriji. Zamislil si je slikarsko kolonijo v Idriji. Pripomogel je k obuditvi čipkarskega festivala.                      | [ 28 ]               |
| 1988    | Polonca Vrhunc                         | muzejska svetovalka Narodne galerije                                                                     | Aktivna vodja po razstavah in predavateljica za vse starostne skupine. | [ 28 ]               |
| 1988    | Kurt Müller                            | | Švicarski državljan. Daroval je 50 urejenih grafičnih zbirk od 15. do 19. stoletja Zdravilišču Rogaška Slatina. | [ 28 ]               |
| 1989    | Jasna Horvat                           | višja kustodinja za zgodovino v Narodnem muzeju                                                          | V Narodnem muzeju je delala od leta 1974. Njena razstava Slovenci v letu 1789 je bila označena za sintezo muzeološko dozorele misli, skrbnega dela, poglobljenega znanja in sodobne vizije muzejske prezentacije. | [ 28 ]               |
| 1989    | Branko Reisp                           | knjižničar Narodnega muzeja Slovenije                                                                    | V Narodnem muzeju je delal od leta 1959. Tam je bil nekaj let prvi in edini zgodovinar. Knjižnico je vodil od leta 1964. Bil je avtor razstav in raziskovalec. | [ 28 ]               |
| 1989    | Ksenija Rozman                         | muzejska svetovalka Narodne galerije v Ljubljani in znanstvena svetnica Filozofske fakultete v Ljubljani | Raziskovala je delo domačih in tujih slikarjev. Bila je poznavalka srednjeveškega stenskega slikarstva. Na oddelku za umetnostno zgodovino Filozofske fakultete je predavala praktično muzeologijo. Vodila je tečaje za turistične vodnike. Napisala je priročnik za delo v slovenskih muzejih in galerijah. | [ 28 ]               |
| 1989    | Dušan Jakomin                          | | Zbiral je etnografsko gradivo iz tržaškega zaledja. Ohranjal je tamkajšnje slovensko izročilo. Leta 1975 je ustanovil Ščedenjski etnografski muzej, v katerem je predstavil krušarsko obrt. | [ 28 ]               |
| 1989    | Mitja Lavrič                           | direktor Pivovarne Union                                                                                 | Dal je pobudo za ustanovitev Pivovarskega muzeja. | [ 28 ]               |
| 1990    | Vera Kolšek                            | ravnateljica Pokrajinskega muzeja Celje med letoma 1971 in 1991                                          | | [ 7 ]                |
| 1991    | Vera Kolšek                            | ravnateljica Pokrajinskega muzeja Celje med letoma 1971 in 1991                                          | | [ 7 ]                |

### Valvasorjeva nagrada za življenjsko delo II
| Leto podelitve | Ime                | Ustanova                    | Opombe | Sklici        |
| -------------- | ------------------ | --------------------------- | ------ | ------------- |
| 1993           | Anka Novak         | Gorenjski muzej Kranj       |        | [ 29 ]        |
| 1994           | Marjetica Simoniti | Pokrajinski muzej Maribor   |        | [ 30 ]        |
| 1995           | Gorazd Makarovič   | Slovenski etnografski muzej |        | [ 31 ]        |
| 1996           | Majda Žontar       | Gorenjski muzej Kranj       |        | [ 32 ]        |
| 1997           | Janez Kos          | Mestni muzej Ljubljana      |        | [ 33 ] [ 34 ] |

### Valvasorjevo posebno priznanje
| Za leto | Ime                                                                          | Ustanova                                 | Opombe | Sklici               |
| ------- | ---------------------------------------------------------------------------- | ---------------------------------------- | --- | -------------------- |
| 1975    | Milan Lah (načelnik oddelka pri UJV Novo mesto), Franc Gosenca (kriminalist) |                                          | Sodelovala sta pri odkritju italijanskih tatov, ki so vlomili v Dolenjski muzej in odnesli ok. 100 predmetov iz halštatskega obdobja. Uspešno so vrnili ukradene predmete tudi Narodnemu muzeju. V tej akciji so sodelovale kriminalistične službe uprave javne varnosti Ljubljana in Novo mesto. | [ 35 ] [ 4 ]         |
| 1980    | Breda Kovič                                                                  |                                          | za strokovno publicistično delo | [ 15 ]               |
| 1981    | Miro Potočnik, Jože Vogrin                                                   | zaščitna enota milice                    | Na vadbenih potapljanjih so v strugi Ljubljanice odkrili keramično in kovinsko gradivo, pomembno za razumevanje preteklosti naseljevanja. | [ 17 ]               |
| 1981    | Milan Harter, Janez Svete                                                    | Društvo za podvodne raziskave, Ljubljana | Na vadbenih potapljanjih so v strugi Ljubljanice odkrili keramično in kovinsko gradivo, pomembno za razumevanje preteklosti naseljevanja. | [ 17 ]               |
| 1985    |                                                                              | Sokličev muzej v Slovenj Gradcu          | Zaradi zaslug pri dviganju kulturne zavesti in za spodbudo, ki jo muzej s svojo dejavnostjo daje k razvoju kraja in okolja. | [ 22 ] [ 23 ] [ 24 ] |

### Valvasorjeva plaketa
| Za leto | Ime | Ustanova                     | Opombe | Sklici              |
| ------- | --- | ---------------------------- | ------ | ------------------- |
| 1980    |     | Loški muzej                  |        | [ 2 ] [ 15 ] [ 36 ] |
| 1980    |     | Muzejsko društvo Škofja Loka |        | [ 2 ] [ 15 ] [ 37 ] |

### Valvasorjevo priznanje oz. nagrada za enkratne dosežke
| Leto podelitve | Ime                                                              | Ustanova                                                                                            | Opombe | Sklici        |
| -------------- | ---------------------------------------------------------------- | --------------------------------------------------------------------------------------------------- | --- | ------------- |
| 1992           | Timotej Knific, Milan Sagadin, Marko Mušič (arhitekt)            | Narodni muzej Ljubljana, Zavod za varstvo naravne in kulturne dediščine v Kranju                    | za razstavo Pismo brez pisave v Narodnem muzeju v Ljubljani; kot nagrada                                                        | [ 7 ]         |
| 1992           |                                                                  | Kobariški muzej                                                                                     | za predstavitev soških ofenziv; kot nagrada                                                                                     | [ 7 ]         |
| 1992           | Inja Smerdel                                                     | Slovenski etnografski muzej                                                                         | za razstavo Kam so vsi pastirji šli; kot priznanje                                                                              | [ 7 ]         |
| 1992           |                                                                  | tovarna Lek                                                                                         | za farmacevstko zbirko v novi stavbi Leka; kot priznanje                                                                        | [ 7 ]         |
| 1992           |                                                                  | tovarna pohištva Lipa iz Ajdovščine                                                                 | za realizacijo arhitektovih in arheologovih zamisli pri razstavi Pismo brez pisave v Narodnem muzeju v Ljubljani; kot priznanje | [ 7 ]         |
| 1992           |                                                                  | Belokranjsko muzejsko društvo v Metliki                                                             | za 43 let ohranjanja kulturne dediščine v Beli krajini; kot priznanje                                                           | [ 7 ]         |
| 1993           | Taja Čepič                                                       | Mestni muzej v Ljubljani                                                                            | za projekt muzejske predstavitve Tobačne tovarne v Ljubljani                                                                    | [ 29 ]        |
| 1993           | Marjeta Ciglenečki                                               | Pokrajinski muzej Ptuj                                                                              | za razstavo Srečanje z Jutrovim na ptujskem gradu (april 1992 – januar 1993)                                                    | [ 29 ]        |
| 1993           |                                                                  | podjetje Petrol                                                                                     | za denarno podporo nadaljevanju del za novogradnjo Narodne galerije v Ljubljani                                                 | [ 29 ]        |
| 1994           | Stojan Kerbler                                                   | | za obdelavo fotografskega gradiva in negativov na steklu v več muzejih                                                          | [ 30 ]        |
| 1994           | Mojca Vomer Gojkovič, Nataša Kolar                               | Pokrajinski muzej Ptuj                                                                              | za razstavo ob 100-letnici muzeja: Archaeologia poetovionensis, Stara in nova arheološka spoznanja                              | [ 30 ]        |
| 1994           | Marjeta Mikuž, Alenka Simikič                                    | Slovenski etnografski muzej                                                                         | za izpeljavo letne konference ICOM/ CIDOC                                                                                       | [ 30 ]        |
| 1995           | Darja Koter                                                      | Pokrajinski muzej Ptuj                                                                              | za ureditev stalne razstave glasbil                                                                                             | [ 31 ]        |
| 1995           | Teja Čepič, Irena Žmuc, Borut Rovšnik, skupina Novi kolektivizem | Mestni muzej v Ljubljani                                                                            | za razstavo Potres v Ljubljani 1895–1995 v novi stavbi Narodne galerije v Ljubljani                                             | [ 31 ]        |
| 1995           | Rolanda Fugger Germadnik, Irena Lazar, Nande Korpnik             | Pokrajinski muzej Celje                                                                             | za razstavo Prosimo, dotikajte se predmetov                                                                                     | [ 31 ]        |
| 1996           | Andreja Rihter, Bronica Gologranc Zakonjšek, Rado Gologranc      | Muzej novejše zgodovine v Celju                                                                     | za otroški muzej Hermanov brlog                                                                                                 | [ 32 ]        |
| 1996           | Milena Zlatar                                                    | Galerija likovnih umetnosti v Slovenj Gradcu                                                        | za retrospektivno razstavo del slikarja Oskarja von Pistorja                                                                    | [ 32 ]        |
| 1997           | Ivica Križ                                                       | Dolenjski muzej, Narodni muzej Slovenije, Zavod za varstvo naravne in kulturne dediščine Novo mesto | za razstavo Od antičnega vrča do majolke                                                                                        | [ 33 ] [ 34 ] |
| 1997           | Darja Pirkmajer                                                  | pritličje Celjske grofije                                                                           | za razstavo Rifnik in njegovi zakladi                                                                                           | [ 34 ]        |
| 1997           | Francka Slivnik                                                  | | za razstavo Shakespeare v gledališčih Srednje Evrope med obema vojnama                                                          | [ 34 ]        |

### Valvasorjevo častno priznanje
| Leto podelitve | Ime                     | Ustanova                                                         | Opombe                                                                                    | Sklici |
| -------------- | ----------------------- | ---------------------------------------------------------------- | ----------------------------------------------------------------------------------------- | ------ |
| 1997           |                         | Kulturno-informacijski center Križanke Mestnega muzeja Ljubljana |                                                                                           | [ 34 ] |
| 1997           | Franc Štolfa (primarij) |                                                                  | za Slovensko zobozdravstveno zbirko v Muzeju novejše zgodovine Celje (donacija predmetov) | [ 34 ] |

## Nagrajenci Slovenskega muzejskega društva (od 1998)

### Valvasorjeva nagrada za življenjsko delo
| Leto podelitve | Ime                   | Ustanova                        | Opombe                                                                                 | Sklici               |
| -------------- | --------------------- | ------------------------------- | -------------------------------------------------------------------------------------- | -------------------- |
| 1998           | Drago Svoljšak        |                                 |                                                                                        | [ 38 ]               |
| 1999           | Mirina Cvikl Zupančič | Kulturni center Kamnik          |                                                                                        | [ 39 ] [ 40 ] [ 41 ] |
| 2000           | Tanja Tomažič         |                                 |                                                                                        | [ 42 ]               |
| 2001           | ni bila podeljena     | ni bila podeljena               | ni bila podeljena                                                                      | [ 43 ]               |
| 2002           | Kemal Selmanović      | Narodna galerija v Ljubljani    | za restavratorsko-konservatorsko delo, ki ga je opravil v Moderni in Narodni galeriji. | [ 44 ] [ 45 ]        |
| 2003           | ni bila podeljena     | ni bila podeljena               | ni bila podeljena                                                                      | [ 46 ]               |
| 2004           | Maja Žvanut           | Narodni muzej Slovenije         |                                                                                        | [ 47 ]               |
| 2005           | Lidija Tavčar         | Narodna galerija v Ljubljani    | za delo na področju muzejske pedagogike                                                | [ 48 ]               |
| 2006           | Jasna Horvat          | Narodni muzej Slovenije         |                                                                                        | [ 49 ]               |
| 2007           | Irena Šavel           | Pokrajinski muzej Murska Sobota |                                                                                        | [ 50 ]               |
| 2008           | Meta Gabršek Prosenc  | Umetnostna galerija Maribor     |                                                                                        | [ 51 ]               |
| 2009           | Breda Ilich Klančnik  | Moderna galerija v Ljubljani    | za delo v muzejsko-galerijski dejavnosti in društvih s področja dediščine              | [ 52 ]               |
| 2010           | ni bila podeljena     | ni bila podeljena               | ni bila podeljena                                                                      | [ 53 ]               |
| 2011           | Timotej Knific        | Narodni muzej Slovenije         |                                                                                        | [ 54 ]               |
| 2012           | Lilijana Nedič        |                                 |                                                                                        | [ 55 ]               |
| 2013           | Inja Smerdel          |                                 |                                                                                        | [ 56 ] [ 57 ]        |
| 2014           | Andrej Medved         | Obalne galerije Piran           |                                                                                        | [ 58 ] [ 59 ]        |
| 2015           | Anja Dular            | Narodni muzej Slovenije         |                                                                                        | [ 60 ] [ 61 ]        |
| 2016           | Darja Pirkmajer       | Pokrajinski muzej Celje         |                                                                                        | [ 62 ]               |
| 2017           | ni bila podeljena     | ni bila podeljena               | ni bila podeljena                                                                      | [ 63 ]               |
| 2018           | Andrej Dular          | Slovenski etnografski muzej     |                                                                                        | [ 64 ]               |
| 2019           | Metka Fujs            | Pomurski muzej Murska Sobota    |                                                                                        | [ 65 ]               |
| 2020           | Nina Zdravič Polič    | Slovenski etnografski muzej     | za delo na področju muzejskega PR                                                      | [ 66 ]               |
| 2021           | Milena Koren Božiček  | Galerija Velenje                |                                                                                        | [ 67 ]               |
| 2022           | Alenka Domjan         |                                 |                                                                                        | [ 68 ]               |
| 2023           | Ivana Leskovec        | Mestni muzej Idrija             |                                                                                        | [ 69 ] [ 70 ]        |
| 2024           | Verena Vidrih Perko   | Gorenjski muzej                 |                                                                                        | [ 71 ]               |
| 2024           | Andrej Smrekar        | Narodna galerija Slovenije      |                                                                                        | [ 71 ]               |
| 2025           | Ralf Čeplak Mencin    | Slovenski etnografski muzej     |                                                                                        | [ 72 ]               |

### Valvasorjevo priznanje oz. nagrada (od 2012) za enkratne dosežke
| Leto podelitve | Ime | Ustanova                                                                                      | Opombe | Sklici        |
| -------------- | --- | --------------------------------------------------------------------------------------------- | --- | ------------- |
| 1998           | Janez Balažic, Metka Fujs, Branko Kerman, Nataša Konestabo, Franc Kuzmič, Irena Šavel | Pokrajinski muzej Murska Sobota                                                               | za stalno razstavo | [ 38 ]        |
| 1999           | Marjeta Mikuž (za razstavo Ciklus ljudskih noš, akvareli Saše Šantla), Mojca Terčelj (za razstavo Iz dežele sončnega sijaja in mesečevih senc, Beblerjeva indonezijska zbirka), Polona Sketelj (za razstavo Več od zlata in srebra nam sadno drevje da ...) | Slovenski etnografski muzej                                                                   | | [ 41 ] [ 39 ] |
| 2000           | | Koroški muzej, Ravne na Koroškem                                                              | | [ 42 ]        |
| 2000           | | numizmatični kabinet Narodnega muzeja v Ljubljani                                             | | [ 42 ]        |
| 2001           | Tone Kregar, Marija Počivavšek, Andreja Rihter, Tanja Roženbergar Šega, Iris Zakošek | Muzej novejše zgodovine Celje                                                                 | za stalno razstavo Živeti v Celju | [ 43 ]        |
| 2001           | Martin Horvat | Mestni muzej Ljubljana                                                                        | za razstavo Mesto pod muzejem | [ 43 ]        |
| 2001           | Bojana Rogelj Škafar | Slovenski etnografski muzej                                                                   | za razstavo Ljubezen je v zraku - ljubezenska darila v slovenski tradicijski kulturi                                                                                               | [ 43 ]        |
| 2001           | Jože Hudales, Rudnik Velenje |                                                                                               | za Muzej premogovništva Slovenije | [ 43 ]        |
| 2002           | ni bila podeljena | ni bila podeljena                                                                             | ni bila podeljena | [ 44 ] [ 73 ] |
| 2003           | Staša Tome | Prirodoslovni muzej Slovenije                                                                 | za razstavo Kače – zakaj se jih bojimo?!? | [ 46 ]        |
| 2003           | Jana Cvetko (vodja projekta), Nataša Polajnar Frelih, Darja Srebnik, Marko Okorn | Verski muzej v Stični                                                                         | za postavitev stalne razstave Zgodovina krščanstva na Slovenskem | [ 46 ]        |
| 2003           | Metka Fujs | Pokrajinski muzej Murska Sobota                                                               | za realizacijo razstavnega projekta Na prelomih tisočletij | [ 46 ]        |
| 2004           | Marjana Žibert | Gorenjski muzej Kranj                                                                         | za razstavo Družina v Kranju – Kruh in srce | [ 47 ]        |
| 2004           | Beatriče Žbona Trkman, Nada Osmuk, Drago Svoljšak | Goriški muzej                                                                                 | za stalno arheološko razstavo Fluvio Frigido Castra Flovio Ajdovščina | [ 47 ]        |
| 2005           | Irena Lazar | Pokrajinski muzej Celje                                                                       | za razstavo Odsevi davnine – Antično steklo v Sloveniji in ureditev skupnega kataloga (avtorji razstavnega projekta Rimljani: steklo, glina, kamen)                                | [ 48 ]        |
| 2005           | Ivan Žižek, Mojca Vomer Gojkovič | Pokrajinski muzej Ptuj                                                                        | za razstavo Med nebom in zemljo – Lončarstvo in opekarstvo rimske Petovione (avtorji razstavnega projekta Rimljani: steklo, glina, kamen)                                          | [ 48 ]        |
| 2005           | Bojan Djurič, Vesna Koprivnik | Pokrajinski muzej Maribor                                                                     | za razstavo V Saksanovem svetu – Rimsko pridobivanje belega marmorja s Pohorja (avtorji razstavnega projekta Rimljani: steklo, glina, kamen)                                       | [ 48 ]        |
| 2005           | Zdenka Badovinac, Viktor Misiano, Igor Zabel | Moderna galerija v Ljubljani                                                                  | avtorji razstavnega projekta 7 grehov: Ljubljana – Moskva | [ 48 ]        |
| 2005           | Nadja Terčon, Flavio Bonin, Dušan Podgornik, Jože Črnelič | Ulični muzej Izola, Muzej ladijskega modelarstva Izola                                        | za izvedbo projektov Ulični muzej Izola in Zbirko ladijskega modelarstva v Izoli                                                                                                   | [ 48 ]        |
| 2006           | Monika Kokalj Kočevar, Marko Štepec, Tone Kregar, Marija Počivavšek, Irena Mavrič, Mojca Turk | Muzej novejše zgodovine Slovenije                                                             | za razstavo Podobe družabnosti od 6. oktobra 2005 do 29. marca 2006 | [ 49 ]        |
| 2006           | Valentina Varl, Mirjana Koren | Pokrajinski muzej Maribor                                                                     | za razstavo Steklena sled – dediščina pohorskega stekla od 25. maja 2005 do 31. decembra 2006                                                                                      | [ 49 ]        |
| 2006           | Tone Kregar | Muzej novejše zgodovine Celje                                                                 | za stalno razstavo Frankolovski zločin v Spominskem parku frankolovskih žrtev v Stranicah                                                                                          | [ 49 ]        |
| 2007           | | Slovenski etnografski muzej                                                                   | za postavitev prvega dela stalne razstave Med naravo in kulturo | [ 50 ]        |
| 2007           | Milena Koren Božiček, Mojca Jenko | Galerija Velenje, Narodna galerija Ljubljana                                                  | za razstavo Ivan Napotnik 1888 – 1960: Iz javnih in zasebnih zbirk; Galerija Velenje, od 10. marca do 14. junija 2006; Narodna galerija Ljubljana, od 14. marca do 18. junija 2006 | [ 50 ]        |
| 2008           | | Mestni muzej Ljubljana                                                                        | za stalno razstavo Obrazi Ljubljane v Turjaški palači v Ljubljani | [ 51 ]        |
| 2008           | Staša Tome, Ivo Božič, Breda Činč Juhant, Mojca Jernejc Kodrič, Tomi Trilar, Ljerka Trampuž | Prirodoslovni muzej Slovenije                                                                 | za izvirno izvedbo razstave Skrivnosti gozda | [ 51 ]        |
| 2008           | Ivo Svetina, Verena Štekar Vidic, Marijan Rafael Loboda | Mestni muzej Radovljica                                                                       | za stalno razstavo Anton Tomaž Linhart: »Zdaj premišljujem o tem, kako bi mogel postati znan!«                                                                                     | [ 51 ]        |
| 2009           | Borut Križ | Dolenjski muzej Novo mesto                                                                    | avtor stalne razstave Arheološka podoba Dolenjske | [ 52 ]        |
| 2009           | Ivana Leskovec, Mirjam Gnezda, Marija Terpin, Monika Milič, Andrej Furlan | Mestni muzej Idrija                                                                           | avtorji stalne razstave Idrijska čipka, z nitjo pisana zgodovina | [ 52 ]        |
| 2010           | Janez Balažic | Pokrajinski muzej Murska Sobota                                                               | za občasno razstavo Umetnine iz Prekmurja, od romanike do modernizma, v Pokrajinskem muzeju Murska Sobota, od 5. februarja do 30. maja 2009                                        | [ 53 ]        |
| 2010           | Irena Žmuc | Mestni muzej Ljubljana                                                                        | za občasno razstavo Napoleon rezhe Iliria vstan! - ob 200 letnici ustanovitve Ilirskih provinc, Mestni muzej Ljubljana, 12. 5. 2009 – 31. 10. 2009                                 | [ 53 ]        |
| 2010           | Jože Podpečnik | Narodni muzej Slovenije                                                                       | za občasno razstavo Pod Napoleonovim orlom, 200 let ustanovitve Ilirskih provinc, Narodni muzej Slovenije, 14. 10. 2009 – 28. 2. 2010                                              | [ 53 ]        |
| 2011           | Borut Rovšnik, Ralf Čeplak Mencin, Elizabeta Petruša Štrukelj |                                                                                               | za zasnovo, organizacijo, izvedbo in vodenje neformalnega muzejskega izobraževalnega programa Muzeoforum v obdobju od leta 1991 do leta 2010                                       | [ 54 ]        |
| 2011           | Mateja Breščak, Andreja Brancelj Bednaršek | Belokranjski muzej v Metliki, Narodna galerija v Ljubljani                                    | za razstavo Alojz Gangl, kipar na poti v moderno | [ 54 ]        |
| 2011           | | Pokrajinski muzej Kočevje                                                                     | za razstavo Živeti z gozdom, Gozdnogospodarsko območje Kočevje | [ 54 ]        |
| 2012           | | kolektiv Slovenske kinoteke                                                                   | za postavitev stalne razstave Muzeja slovenskih filmskih igralcev v Divači | [ 55 ]        |
| 2012           | Majda Pungerčar | Dolenjski muzej                                                                               | za avtorstvo razstave Novo mesto 1848 – 1918 | [ 55 ]        |
| 2012           | Staša Tome, Ivo Božič, Mojca Jernejc Kodrič, Boris Kryštufek | Prirodoslovni muzej Slovenije                                                                 | za razstavo Skrivnostna smrt mlade Leonore | [ 55 ]        |
| 2013           | | kolektiv Pokrajinskega muzeja Maribor                                                         | za projekt Evropa v muzeju – muzej v Evropi | [ 56 ] [ 57 ] |
| 2013           | Tomaž Nabergoj, Tomaž Lazar, Sanja Jurca Avci, Dolores Gerbec | Narodni muzej Slovenije                                                                       | za razstavo Vitez, dama in zmaj | [ 56 ] [ 57 ] |
| 2013           | Zora Torkar, Janja Železnikar | Medobčinski muzej Kamnik                                                                      | za stalno razstavo Odsevi kamniških tisočletij | [ 56 ] [ 57 ] |
| 2014           | Metka Dariš | Slovenska kinoteka                                                                            | za projekt Niko Matul: filmska scenografija/production design – retrospektiva filmov in razstava/film retrospective and exhibition                                                 | [ 58 ]        |
| 2014           | | Gorenjski muzej Kranj                                                                         | za stalno razstavo Prelepa Gorenjska v gradu Khislstein | [ 58 ]        |
| 2014           | Darja Pirkmajer, Rolanda Fugger Germadnik, Jure Krajšek, Stane Rozman | Pokrajinski muzej Celje                                                                       | za projekt Revitalizacije in umestitve muzejskih vsebin v Knežji dvor v Celju | [ 58 ]        |
| 2015           | Drago Oman | Pokrajinski muzej Maribor                                                                     | a pedagoški projekt Velike stvaritve malih mojstrov - Naj živi mir! | [ 60 ]        |
| 2015           | Polona Sketelj | Slovenski etnografski muzej                                                                   | za razstavo Vrata: Prostorski in simbolni prehod življenja | [ 60 ]        |
| 2015           | Metka Fujs, Jelka Pšajd, Irena Šavel | Pomurski muzej Murska Sobota                                                                  | za stalno razstavo Radgonski mostovi v Špitalu v Gornji Radgoni | [ 60 ]        |
| 2016           | Igor Sapač, Franci Lazarini, Špela Šubic | Muzej za arhitekturo in oblikovanje                                                           | za razstavno-založniški projekt Arhitektura 19. stoletja na Slovenskem | [ 62 ]        |
| 2016           | Jure Mikuž, Nina Pirnat Spahić |                                                                                               | za projekt Čarobni jezik stripa: Tomaž Lavrič | [ 62 ]        |
| 2016           | Katarina Toman Kracina, Maja Kovač, Blaž Peršin | Muzej in galerije mesta Ljubljane                                                             | za celovito prenovo Plečnikove hiše in postavitev stalne razstave | [ 62 ]        |
| 2017           | Breda Činč Juhant, Andrej Gogala, Alenka Jamnik, Mojca Jernejc Kodrič, Miha Jeršek, Urška Kačar, Tea Knapič, Matija Križnar, Boris Kryštufek, Špela Pungaršek, Staša Tome, Ljerka Trampuž, Tomi Trilar, Al Vrezec | Prirodoslovni muzej Slovenije                                                                 | za razstavo Naše malo veliko morje | [ 63 ]        |
| 2017           | Jožef Matijevič | Dolenjski muzej Novo mesto                                                                    | za razstavo Vladimir Lamut 100 let v Jakčevem domu v Novem mestu | [ 63 ]        |
| 2017           | Damjana Fortunat Černilogar | Tolminski muzej                                                                               | za razstavo Spominska cerkev Sv. Duha v Javorci - Sto let "bazilike miru" | [ 63 ]        |
| 2018           | Bojan Knific, Janita Košir, Jana Babšek, Boštjan Meglič | Tržiški muzej                                                                                 | za stalno razstavo Tržiški šuštarji, Usnje vseh barv, Klobčič in nit, stari modni hit                                                                                              | [ 64 ]        |
| 2018           | Andrej Smrekar, Tina Buh | Narodna galerija, Ljubljana                                                                   | za razstavo Helena Vurnik. Slikarka in oblikovalka (1882 – 1962) | [ 64 ]        |
| 2018           | Žiga Šmit, Zora Žbontar, Mateja Kos, Saša Rudolf, Alenka Miškec, Tomaž Lazar | Fakulteta za matematiko in fiziko v Ljubljani, Inštitut Jožef Štefan, Narodni muzej Slovenije | za razstavo Preteklost pod mikroskopom | [ 64 ]        |
| 2019           | Estera Cerar, Irena Marušič | Tehniški muzej Slovenije                                                                      | za razstavo Znanje brez meja | [ 65 ]        |
| 2019           | Polona Zupančič, Sandro Oblak, Anton Zelenc, Miha Kosmač, Mirjam Gnezda Bogataj, Marija Terpin Mlinar, Milojka Magajne | Mestni muzej Idrija                                                                           | za razstavo Na obrobju pekla: Idrijsko in Cerkljansko 1914–1919 | [ 65 ]        |
| 2019           | Kristina Simončič, Robert Simonišek, Alja Fir, Goran Milovanović, Alja Pfeifer, Matic Tršar, Adrijana Petrič | Galerija Božidar Jakac                                                                        | za projekt: Obrazi ekspresionizma/ Odtisi duha | [ 65 ]        |
| 2020           | kolektiv Narodne galerije in Jure Mikuž | Narodna galerija                                                                              | za razstavo Ivana Kobilca: (1861–1926). »Slikarija je vendar nekaj lepega …« | [ 66 ]        |
| 2020           | Darko Knez (Narodni muzej Slovenije), Aurore Ciavatti (Centre de Recherches Égyptologiques, Université Paris-Sorbonne), Jan Ciglenečki (Filozofska fakulteta v Ljubljani), Cäcilia Fluck (Skulpturensammlung und Museum für Byzantinische Kunst, Staatliche Museen zu Berlin), Tomislav Kajfež (Narodni muzej Slovenije), Miran Pflaum (Narodni muzej Slovenije), Barbara Bogataj Kokalj (Studio Aleja) | Narodni muzej Slovenije                                                                       | za razstavo Koptske tkanine iz zbirke Narodnega muzeja Slovenije | [ 66 ]        |
| 2020           | avtorska ekipa razstavnega projekta BIO 26 | Muzeju za arhitekturo in oblikovanje                                                          | oblikovanje razstave za projekt 26. bienale oblikovanja z naslovom BIO 26\| Skupno znanje                                                                                          | [ 66 ]        |
| 2021           | Jasna Kocuvan Štukelj, Majda Pungerčar, Maja Rudolf Markovič, Marjeta Bregar, Jurij Kocuvan (Studio 300) | Dolenjski muzej Novo mesto                                                                    | za razstavni projekt 100 let novomeške pomladi | [ 67 ]        |
| 2021           | Gorazd Lemajič, Janka Istenič, Timotej Knific, Boštjan Laharnar, Tomaž Nabergoj, Matija Turk, Peter Turk | Narodni muzej Slovenije                                                                       | za stalno razstavo Zgodbe s stičišča svetov | [ 67 ]        |
| 2021           | Jana Babšek, Vilja Lukan, Bojan Knific, Boštjan Meglič, Monika Kokalj Kočevar, Mojca Turk (MTA Design), Tadej Pišek (Zavod Godot) | Muzej novejše zgodovine Slovenije, Tržiški muzej                                              | za stalno razstavo Koncentracijsko taborišče Ljubelj/Mauthausen 1943–1945 v Tržiškem muzeju                                                                                        | [ 67 ]        |
| 2022           | Janez Polajnar, Tamara Bregar | Mestni muzej Ljubljana                                                                        | za občasno razstavo Rdeče in črno, Evropa na ljubljanskem kongresu 1821 | [ 68 ]        |
| 2022           | Andreja Brancelj Bednaršek, Milček Komelj, Marko Kambič, Nina Gale, Marko Košir, Mateja Černič, Leon Gregorčič, Jurij Kocuvan, Alenka Misja | Galerija Kambič                                                                               | za stalno razstavo Ljubiteljev zaklad | [ 68 ]        |
| 2022           | Petra Bole s sodelavci | Čebelarski muzej v Radovljici                                                                 | za stalno razstavo Živeti skupaj. O čebeli in človeku | [ 68 ]        |
| 2023           | Polona Rigler Grm, Marina Gradišnik, Vasja Zidar | Muzej Ribnica                                                                                 | stalna razstava Suhorobarstvo in lončarstvo | [ 69 ] [ 70 ] |
| 2023           | Gašper Peternel, Ariana Furlan Prijon, Dušan Grobovšek, Andrej Štular | Gorenjski muzej Kranj                                                                         | stalna razstava Prešeren – pesnik | [ 69 ] [ 70 ] |
| 2023           | Nada Madžarac, Tamara Trček Pečak, Mirta Pavić | Moderna galerija, Ljubljana                                                                   | občasna razstava Od blizu: ohranjanje, varovanje in konserviranje-restavriranje del moderne in sodobne umetnosti                                                                   | [ 69 ] [ 70 ] |
| 2024           | Tina Fortič Jakopič, Marko Ličina | Muzej novejše in sodobne zgodovine Slovenije                                                  | potujoča razstava Kruha in iger – o slikarstvu Toneta Kralja med drugo svetovno vojno                                                                                              | [ 71 ]        |
| 2024           | avtorska skupina | Muzej za arhitekturo in oblikovanje                                                           | razstava Universum Plečnik: Od delavnice in mita | [ 71 ]        |
| 2024           | Janko Boštjančič, Andrej Gaspari | Park vojaške zgodovine Pivka                                                                  | stalna razstava Enigma – skrivnostno zakulisje vojne | [ 71 ]        |
| 2025           | Mojca Ferle | Mestni muzej Ljubljana                                                                        | osrednja razstava Od korzeta do žaketa. Oblačilni videz Ljubljančanov, 1850-1950.                                                                                                  | [ 72 ]        |
| 2025           | Valentina Bevc Varl | Pokrajinski muzej Maribor                                                                     | občasna razstava Mariborski slikar Eduard Lind (v Kinu partizan) | [ 72 ]        |
| 2025           | Miha Colnerj, Goran Milanović | Galerija Božidar Jakac - Muzej moderne in sodobne umetnosti, Kostanjevica na Krki             | Odmaknjeni pogled: Nova stvarnost in realizem v Srednji Evropi (1925-1933) | [ 72 ]        |

### Valvasorjevo častno priznanje
| Leto podelitve | Ime | Ustanova oz. organizacija | Opombe | Sklici               |
| -------------- | --- | --- | --- | -------------------- |
| 1998           | | Slovenske železnice | | [ 38 ]               |
| 1998           | Marjan Božič | | za skrb nad Pivovarskim muzejem v Pivovarni Union | [ 38 ]               |
| 1999           | | Časopisno podjetje Gorenjski Glas | za dar zbirke fotografij Gorenjskemu muzeju v Kranju | [ 41 ] [ 39 ]        |
| 2000           | Taja Čepič | | | [ 42 ]               |
| 2000           | Boris Gregorka | | | [ 42 ]               |
| 2000           | dediči akademika Franceta Miheliča: Maja Dolanc, France Mihelič in Alenka Puhar | | | [ 42 ]               |
| 2001           | Ana Gomolj | Belokranjski muzej v Metliki | Metličanka Ana Gomolj se je rodila leta 1951. Po končani osnovni šoli je bila gospodinjska pomočnica v Kopru. Po rojstvu hčere je prišla v Belo krajino in ni hotela več nazaj na Primorsko, zato je poslala prošnjo za delo čistilke v tovarni Beti. V tamkajšnjem kadrovskem oddelku je delala žena Jožeta Dularja, ravnatelja Belokranjskega muzeja, ki ji je povedala, da čistilko iščejo tudi v muzeju. Z delom je začela 16. aprila 1972. Bila je muzejska čistilka, hišnica in prostovoljka. | [ 74 ] [ 75 ] [ 43 ] |
| 2001           | Agata Freyer Majaron in Rok Freyer (potomca Henriete (roj. Krbavčič) in Roka Freyerja, lastnikov Lectarije) | | za donacijo Plečnikove opreme trgovine Lectarija Slovenskemu etnografskemu muzeju | [ 43 ] [ 76 ]        |
| 2001           | dediči umetnika Lojzeta Spacala | | za podaritev obsežne umetnikove zapuščine Moderni galeriji v Ljubljani | [ 43 ]               |
| 2001           | Edi Šelhaus | | za podaritev obsežnega fotografskega opusa Muzeju novejše zgodovine v Ljubljani | [ 43 ]               |
| 2001           | Iztok Premrov | | za zavzeto poročanje o muzejskem delu in varovanju kulturne dediščine nasploh | [ 43 ]               |
| 2002           | Avgust Delavec, Mojstrana | | za življenjsko delo na področju planinske in krajevne muzejske dejavnosti v Mojstrani. Po drugi svetovni vojni začel sistematično zbirati zgodovinsko gradivo s področja planinstva in krajevne zgodovine. Leta 1984 je s pomočjo donatorjev in pod vodstvom Gorenjskega muzeja ustanovil Triglavsko muzejsko zbirko. | [ 44 ] [ 45 ] [ 73 ] |
| 2002           | Marjan Pogačnik, Bogomila Pogačnik (zakonca) | | za več dragocenih donacij slovenskim muzejem in Arhivu Republike Slovenije v letih 1995-2002 | [ 44 ] [ 45 ] [ 73 ] |
| 2002           | Jože Mejač (s kmetije pod Soteškim hribom v Črnučah) | | za ureditev zanimive zbirke stare kmetijske tehnike in delo v tej sekciji ljubiteljev in zbiralcev | [ 44 ] [ 45 ] [ 73 ] |
| 2002           | | časopis Dnevnik | za izročitev Cigličevega fotografskega fonda Muzeju novejše zgodovine Slovenije. Fotoreporter Dnevnika Marjan Ciglič je med letoma 1958 in 1998 za Dnevnik napravil okrog 300.000 posnetkov. Pisana dokumentarna bera zajema od pomembnih političnih dogodkov do bežnih vsakodnevnih utrinkov. Muzej novejše zgodovine je obsežno gradivo razvrstil v 23 tematskih sklopov. Kot je zapisano v utemeljitvi, je časopisna družba Dnevnik znala oceniti neprecenljivo vrednost Cigličevega bogatega arhiva in našla zanj najprimernejšega varuha. Ciglič je ohranil avtentično podobo "žitja in bitja slovenskega človeka" skozi posnetke dogodkov, oddaljenih od uradne, brezosebne zgodovine, je menila komisija pod vodstvom Brede Ilich Klančnik in zapisala: "Časopisna družba Dnevnik, d.d., je znala oceniti neprecenljivo vrednost Cigličevega bogatega arhiva, ki ga je avtor tudi natančno dokumentiral, in zanj našla najprimernejšega varuha." | [ 44 ] [ 45 ] [ 73 ] |
| 2002           | | Tobačna Ljubljana | za donatorski prispevek k Virtualnemu muzeju na ljubljanskem gradu | [ 44 ] [ 45 ] [ 73 ] |
| 2003           | Janez J. Švajncer | Vojni muzej Logatec | za ureditev Vojnega muzeja Logatec | [ 46 ]               |
| 2003           | Milan Kučan | | za izročitev zbirke protokolarnih daril, ki jih je prejel v času svojih predsedniških mandatov, Muzeju novejše zgodovine Slovenije | [ 46 ]               |
| 2003           | | Perutnina Ptuj | za sponzoriranje številnih pomembnih kulturnih dogodkov in posebej za financiranje prenove dveh slavnostnih dvoran na ptujskem gradu | [ 46 ]               |
| 2003           | | Frančiškanski samostan na Brezjah | za prispevek k ohranjanju, raziskovanju in promociji romarske dediščine | [ 46 ]               |
| 2004           | Bogdan Borčić | | za donacijo zbirke slik Koroški galeriji likovnih umetnosti Slovenj Gradec | [ 47 ]               |
| 2004           | Vilma Bukovec Kambič | | za donacijo Galerije Kambič v Metliki | [ 47 ]               |
| 2004           | Vanja Lokar | | za razstavo svoje zbirke porcelana (Zemlja, ogenj & kava) in sponzoriranje postavitve v Narodnem muzeju Slovenije | [ 47 ]               |
| 2004           | Marko Sluga | | za donacijo pohištva, ur, drobnih predmetov in slik iz 19. stoletja Pokrajinskemu muzeju Ptuj | [ 47 ]               |
| 2004           | Nina Zdravič Polič | Slovenski etnografski muzej | za izvedbo projekta treh letnih konferenc ICOM - CIMUSET, ICTOP, MPR, ki so potekale v Ljubljani od 12. do 17. septembra 2003 | [ 47 ] [ 77 ]        |
| 2005           | Tatjana Holynski Majcen, Mitja Holynski | | za donacijo opreme Slovenskemu etnografskemu muzeju iz ateljeja Holynski na cankarjevi ulici v Ljubljani, ki ga je ustanovil njun oče Karel Holynski in je nehal delovati leta 2004 | [ 48 ]               |
| 2005           | Stanislav Bačar | | za zbiranje in razstavljanje kamnin in fosilov | [ 48 ]               |
| 2006           | Marjan Kadoič | | za donacijo predmetov Mestnemu muzeju Ljubljana, kupljenih na dražbi iz zapuščine Zlatice Hribar | [ 49 ]               |
| 2006           | Drago Sedmak | Goriški muzej | za stalno razstavo Državna meja na Goriškem (postavljena na železniški postaji v Novi Gorici) | [ 49 ]               |
| 2006           | | Park škocjanske jame | za postavitev arheološke, geološke in biološke zbirke v naravoslovnem centru Delezova domačija v Škocjanu | [ 49 ]               |
| 2006           | | Društvo DOLI iz Lokavca | za popularizacijo in varovanje kulturne dediščine, za prizadevanja pri zbiranju, restavriranju in pri realizaciji številnih kulturnih in muzejskih prireditev | [ 49 ]               |
| 2007           | Družina Smole (Davorka, Drago, Sonja, Marko, Dejan, Matej in Aljaž Smole) | | za ureditev »Palčave šiše« v vasi Plešce na Hrvaškem | [ 50 ]               |
| 2007           | Renata Šribar | | za donacijo diapozitivov Slovenskemu etnografskemu muzeju iz zapuščine svojega očeta Vinka Šribarja, arheologa, popotnika in vodje turistničnih odprav v Afriko in Azijo | [ 50 ]               |
| 2007           | Žiga Šmit | Fakulteta za matematiko in fiziko v Ljubljani | za uveljavljanje naravoslovnih metod pri proučevanju in varovanju kulturne dediščine | [ 50 ]               |
| 2007           | Adolf Urbanec | | za konserviranje litoželeznih izdelkov dvorske železarne in drugih muzealij iz zbirk Dolenjskega muzeja Novo mesto | [ 50 ]               |
| 2007           | Alenka Gerlovič | | za donacijo slikarskih umetnin Posavskemu muzeju Brežice | [ 50 ]               |
| 2007           | Anton Stipanič | | za donacijo radijskih aparatov Belokranjskemu muzeju Metlika | [ 50 ]               |
| 2007           | Darja Okorn | | za ureditev muzejske sobe »Pirčeva barvarna in družina« v hiši na Roženvenskem klancu v Kranju | [ 50 ]               |
| 2008           | | Fakulteta za elektrotehniko v Ljubljani | za sodelovanje med fakulteto in Tehniškim muzejem Slovenije pri organizaciji tradicionalne prireditve Dnevi elektrotehnike | [ 51 ]               |
| 2008           | Goranka Kreačič | | za donacijo osebne zbirke »Šumijevci« Mestnemu muzeju Ljubljana, iz svoje osebne zbirke iz obdobja, ko je zahajala v lokal Šumi | [ 51 ]               |
| 2008           | Dragica Trobec Zadnik | | za uspešno in prizadevno delo v Slovenskem muzejskem društvu v obdobju od 2003 – 2007 | [ 51 ]               |
| 2009           | | banka Raiffeisen | za izjemen prispevek in sponzorstvo Muzeja narodne osvoboditve Maribor | [ 52 ]               |
| 2010           | Tatjana Frajle Maslo, Marta Žohar, Vincenc Tajnšek, Avgust Čatorič, Franjo Podbregar, Ivan Krivec, Miroslav Bahčič, Božidar Godnik, Anton Mužič                                                                          | | demonstratorji-obrtniki na Ulici obrtnikov v Muzeju novejše zgodovine Celje ob 10. obletnici stalne razstave Živeti v Celju | [ 53 ]               |
| 2010           | | Delo, d. d. | za donacijo fotografskega fonda Muzeju novejše zgodovine Slovenije | [ 53 ]               |
| 2011           | Anton Prelesnik, Dušan Zekovič | | za ureditev žagarske zbirke na Temkovi žagi na Trubarjevi domačiji na Rašici | [ 54 ]               |
| 2011           | | Društvo žena in deklet občine Hajdina | za sodelovanje s Pokrajinskim muzejem Ptuj in varovanje kulturne dediščine v izvornem okolju | [ 54 ]               |
| 2011           | Bojan Kovačič | | za dolgoletno strokovno sodelovanje in za donacijo grafičnih listov in risb Narodni galeriji | [ 54 ]               |
| 2011           | Nace Bizilj | | za podaritev obsežne zbirke fotografij Muzeju novejše zgodovine Slovenije | [ 54 ]               |
| 2011           | Vekoslav Kebe | Etno park Cerkniško polje | za posebne zasluge pri varstvu in popularizaciji cerkniške dediščine | [ 54 ]               |
| 2012           | Marija Zupanc (upokojena učiteljica) | | za aktivno 10-letno sodelovanje z Mestnim muzejem Ljubljana v študijski skupini Mestni muzej Ljubljana in Ljubljančani | [ 55 ]               |
| 2013           | Lili Šturm | | za vzpostavitev in vodenje akcije Poletna muzejska noč | [ 56 ] [ 57 ]        |
| 2013           | Marijan Babič (zbriralec starih šivalnih strojev, član Društva restavratorjev Slovenije in Društva inženirjev in tehnikov tekstilcev v Mariboru)                                                                         | | za dolgoletno prizadevanje pri ohranjanju tehniške kulturne dediščine | [ 56 ] [ 57 ]        |
| 2014           | Marta Matul, Barbara Matul Kalamar | | za Slovenski kinoteki podarjeno zapuščino Nika Matula | [ 58 ]               |
| 2014           | Boštjan Perovšek | | za izjemne dosežke s področja ustvarjanja zvočnih prostorov za potrebe muzejskih postavitev | [ 58 ]               |
| 2015           | Alenka Pakiž in Filip Pakiž (zakonca) | | za izjemne zasluge pri proučevanju, ohranjanju in promociji oblačilne dediščine na ribniškem območju in širše ter za donacijo Muzeju Ribnica | [ 60 ] [ 61 ]        |
| 2015           | Nicolas Alan Dominko (vnuk Vinka Bavca) | | za donacijo fotografij in predmetov iz foto ateljeja Bavec Posavskemu muzeju Brežice | [ 60 ] [ 61 ]        |
| 2015           | Nikolaj Szepessy | | za ohranjanje premične kulturne dediščine na območju občine Beltinci in za donacijo lekarniško-zdravstvene zbirke Pomurskemu muzeju Murska Sobota | [ 60 ]               |
| 2015           | | Društvo žena Prvačina | za posebne zasluge pri ohranjanju, predstavljanju in populariziranju muzejstva in varstvu kulturne dediščine aleksandrink | [ 60 ]               |
| 2016           | Jože Doles (župan Občine Bloke), Irena Škrabec, Marjan Rafael Loboda, Polona Strman, Božidar Strman – Mišo, Mitja Novljan, Jože Obreza, Matej Pakiž                                                                      | | za postavitev stalne muzejske zbirke Bloški smučar in njeno nadaljnje delovanje | [ 62 ]               |
| 2016           | | Kulturno društvo Priden možic iz Kamnika | za zasluge pri ohranjanju, predstavljanju in varstvu kulturne dediščine mesta Kamnik | [ 62 ]               |
| 2016           | Urška Stanković Elesini, Raša Urbas, Matej Pivar, Pia Anžel (študentka), Aksinja Kermauner (tiflopedagoginja) | Katedra za interaktivno in grafično tehnologijo Naravoslovnotehniške fakultete v Ljubljani                                                                         | za sodelovanje pri projektu Muzejska pot Dotakni se! v Muzeju pošte in telekomunikacij, dislocirani enoti TMS | [ 62 ]               |
| 2017           | Boris Farič, Danilo Goričan, Valerija Lešnik, Aleksandra Nestorović, Majda Tanasič, Vlado Topolovec, Nejka Uršič, Mojca Vomer Gojkovič, Ivan Žižek                                                                       | Pokrajinski muzej Ptuj – Ormož | za ureditev dokumentacije arheološkega gradiva | [ 63 ]               |
| 2017           | Goran Živec | Zavod Krasen Kras | za vlaganja v kulturno dediščino ter postopno zaščito, ureditev in predstavitev prazgodovinskega gradišča Debela griža pri Volčjem gradu | [ 63 ]               |
| 2017           | Joži Vovk | Javni zavod Bogenšperk | za projekt celostne vsebinske in programske prenove gradu z vzpostavitvijo Valvasorjevega središča na gradu Bogenšperk | [ 63 ]               |
| 2017           | Marko Bonač, Tomi Dolenc, Ksenija Furman Jug, Jože Hanc, Avgust Jauk, Peter Sterle | Arnes, Direktorat za informacijsko družbo na MIZŠ | za projekt IR optika, vzpostavitev optičnih povezav muzejem in galerijam | [ 63 ]               |
| 2017           | | Gornjesavski muzej Jesenice, njegova enota Slovenski planinski muzej                                                                                               | za prostor doživetij (soba pobega) Pobeg v bivak | [ 63 ]               |
| 2018           | Vanda Mušič | | za podaritev obsežne zbirke del njenega strica Zorana Mušiča Narodni galeriji v Ljubljani | [ 64 ]               |
| 2018           | Franco Cossutta, Bruno Volpi Lisjak | Kulturno društvo Ribiški muzej Tržaškega primorja | za vzpostavitev Ribiškega muzeja Tržaškega primorja v Križu pri Trstu, za postavitev stalne muzejske razstave v njem in za njegovo nadaljnje delovanje | [ 64 ]               |
| 2019           | Anja Škerjanc (magistrska študentka), Matej Pivar (tehnični sodelavec), Tanja Nuša Kočevar (somentorica), Helena Gabrijelčič Tomc (mentorica)                                                                            | Oddelek za tekstilstvo, grafiko in oblikovanje, Naravoslovnotehniška fakulteta v Ljubljani                                                                         | za projekt Rekonstrukcija izgubljene makete Plečnikovega predloga za spomenik vojskovodji Janu Žižki v Pragi iz leta 1913, razstavljen v Plečnikovi hiši v Ljubljani na razstavi Plečnik in sveto | [ 65 ]               |
| 2019           | Nikolaj Levičnik, potomec novomeške družine Fichtenau | | za podaritev hiše na Glavnem trgu v Novem mestu Mestni občini Novo mesto in 334 predmetov, predvsem meščansko stanovanjsko opremo (pohištvo, posoda, hišni tekstil, družinske fotografije, drobni uporabni predmeti) Dolenjskemu muzeju Novo mesto | [ 65 ]               |
| 2019           | Peter Florjančič | | za donacijo Tehniškemu muzeju Slovenije | [ 65 ]               |
| 2019           | Jerneja Herzog, Brigita Strnad, Aksinja Kermauner, Darinka Lozinšek | Pedagoška fakulteta v Mariboru, Pedagoška fakulteta v Kopru, Umetnostna galerija Maribor, Kulturna komisija pri Medobčinskem društvu slepih in slabovidnih Maribor | za razvijanje programov za slepe in slabovidne v Umetnosti galeriji Maribor | [ 65 ]               |
| 2019           | Bogdan Petelin, Martin Petelin | | za donacijo Slovenskemu etnografskemu muzeju (predmeti treh rodov družine Caharija iz Nabrežine pri Trstu, ki so se z ribolovom ukvarjali do 70. let 20. stoletja) | [ 65 ]               |
| 2020           | Irena Kavčič, Metka Kavčič | | za darovanje gradiva iz zapuščine moža/očeta, akademskega slikarja Maksa Kavčiča Slovenskemu gledališkemu inštitutu – Gledališkemu muzeju | [ 66 ]               |
| 2020           | Mateja Logar | | za darilo zapuščine očeta Borisa Kuharja Slovenskemu etnografskemu muzeju | [ 66 ]               |
| 2020           | Smučarski klub Matajur, Katja Roš, Radovan Lipušček, Ana Hawlina | | za razstavo Zgodbe o ljudeh s krili na nogah in zbornik Matajurjeve smučine | [ 66 ]               |
| 2020           | Stanislav Tušek (vzdrževalec in serviser delujoče avtomatske telefonske centrale koračnega sistema Strowger) | | za 30 let delovanja na področju tehniške dediščine (sodelovanje z Muzejem pošte in telekomunikacij) | [ 66 ]               |
| 2020           | Janez Kunaver | | za posebne zasluge pri popularizaciji varstva kulturne dediščine (Tehniškemu muzeju Slovenije je podaril celoten inventar mehanične delavnice v Rožni dolini, v kateri so od leta 1928 izdelovali stroje za obdelavo kovin. Obsežno gradivo je last treh generacij družine Kunaver) | [ 66 ]               |
| 2021           | | Muzejsko društvo Žiri | za 50 let delovanja, zbiranja, varovanja in razstavljanja muzejskih zbirk | [ 67 ]               |
| 2021           | | Društvo Slovenska pot kulture železa | za raziskovanje, ohranjanje in predstavljanje dediščine kulture železa na Slovenskem in aktivno sodelovanje v združenju Srednjeevropska pot železa | [ 67 ]               |
| 2021           | Andrey Zubitskiy, Borut Urnaut, Branko Žerdoner | Vodstvo Skupine SIJ in odvisnih družb | za posebne zasluge pri ohranjanju železarske in jeklarske dediščine na ravnah na Koroškem in na Jesenicah, za njeno promocijo in podporo Slovenske poti kulture železa | [ 67 ]               |
| 2021           | Slavica Glavan, Jakob Lamut, vodstvo podjetja Štore Steel | Izobraževalni center Štore, podjetje Štore Steel | za posebne zasluge pri ohranjanju železarske in tehniške kulturne dediščine v Štorah ter njene promocije v Sloveniji in tujini | [ 67 ]               |
| 2021           | Robert Šupe (profesor geografije in zgodovine na Gimnaziji Novo mesto) | | za donacijo Posavskemu muzeju Brežice | [ 67 ]               |
| 2021           | Tomi Lombar (fotoreporter) | | za donacijo fotografskega opusa iz treh desetletij samostojne Slovenije Muzeju novejše zgodovine Slovenije | [ 67 ]               |
| 2021           | Kristina Naglost | | za izjemen dosežek na področju snovanja in izdelave tipne umetniške slike za osebe s slepoto in slabovidnostjo (študentka Inkluzivne pedagogike na Pedagoški fakulteti Univerze na Primorskem, ki je okviru magistrskega dela izdelala repliko slike Toneta Kralja z naslovom Srečanje. Njena mentorica je bila Aksinja Kermauner) | [ 67 ]               |
| 2021           | Urška Stanković Elesini, Urška Vrabič Brodnjak, Jože Rugelj, Karin Košak, Jani Toroš, Polona Zupančič, David Kristan, Miha Hlede, Andreja Korošec, Eni Protić, Sara Pižmoht, Petra Rusjan, Katja Lipovšek, Ines Čeperlin | Naravoslovnotehniška fakulteta v Ljubljani | za interdisciplinarni projekt Kam je izginil postiljonov poštni rog? (Muzej pošte in telekomunikacij v Polhovem Gradcu) | [ 67 ]               |
| 2022           | | Mitski park Rodik | za posebno prezentacijo pripovednega izročila | [ 68 ]               |
| 2022           | Peter Cigler | | prostovoljec v Dolenjskem muzeju Novo mesto | [ 68 ]               |
| 2022           | Dušan Kogoj | Fakulteta za gradbeništvo in geodezijo | za ureditev zbirke geodetskih inštrumentov | [ 68 ]               |
| 2022           | Blaž Brodnjak (predsednik uprave NLB) | | za aktivno prizadevanje pri vlaganju v zaščito, predstavljanje in promoviranje slovenske kulturne dediščine ter za mecenstvo kot del trajnostne strategije NLB | [ 68 ]               |
| 2023           | Dušica Kunaver | | za dolgoletno aktivno sodelovanje z muzeji z namenom ohranjanja in popularizacije alpinistične premične dediščine ter bogate nesnovne dediščine, povezane s slovenskimi ljudskimi šegami, navadami in pripovednim izročilom | [ 69 ] [ 70 ]        |
| 2023           | Janez Dular, Andrej Dular | | za donacijo zbirke Fux-Dular z več kot 500 predmeti Belokranjskemu muzeju Metlika | [ 69 ] [ 70 ]        |
| 2023           | Mišo Vidmar | | za donacijo 331 umetniških del očeta Nandeta Vidmarja Galeriji Božidar Jakac | [ 69 ] [ 70 ]        |
| 2023           | Primož Premzl | | zbiralec mariborskega domoznanskega gradiva, za javno dostopnost zasebne domoznanske zbirke iz obdobij od 16. do sredine 20. stoletja za območje Maribora in okolice | [ 69 ] [ 70 ]        |
| 2023           | Hans Martin Hittaller, Zvonka Požun (sodelavca muzeja stekla Glasmuseum Bärnbach, Stölzle Glas-Centra v Avstriji) | | za večletno sodelovanje s slovenskimi muzeji pri predstavitvi steklenih muzealij | [ 69 ] [ 70 ]        |
| 2023           | | Muzej norosti na gradu Cmurek, Trate | za posebne zasluge pri varstvu kulturne dediščine in težavni interpretaciji fenomena norosti | [ 69 ] [ 70 ]        |
| 2023           | | vaška skupnost Črneča vas in Občina Kostanjevica na Krki | za revitalizacijo stavbe nekdanje podružnične šole Črneča vas | [ 69 ] [ 70 ]        |
| 2024           | Jan Dominik Bogataj | | za celostno prenovo in javno dostopnost Frančiškanskega muzeja in knjižnice | [ 71 ]               |
| 2024           | | Občina Brežice | za celostno prenovo Vodovodnega stolpa Brežice in vzpostavitev centra za obiskovalce | [ 71 ]               |
| 2024           | Srečko Rože | | za sodelovanje z več slovenskimi muzeji pri ohranjanju kulturne dediščine | [ 71 ]               |
| 2024           | Lars Podkrajšek, Miha Urmaš | | za obsežno donacijo fotografij fotografa in fotoreporterja Marjana Garbajsa Muzeju novejše in sodobne zgodovine Slovenija | [ 71 ]               |
| 2024           | Marko Štamcar | | za mecenstvo v Računalniškem muzeju, zasebnem muzeju zgodovine računalništva v Ljubljani | [ 71 ]               |
| 2025           | Aleš Lombergar | | za štiri desetletja sodelovanja z Muzejem in galerijami mesta Ljubljane (MGML) pri ustvarjanju izjemne zbirke jedkanih stekel, restavriranju in fotografski dokumentaciji o njem | [ 72 ]               |
| 2025           | Vekoslav Kebe | Zavod Jezerski hram, Cerknica | za 30-letno kontinuirano in predano ohranjanje naravne in kulturne dediščine kraškega polja s presihajočim Cerkniškim jezerom | [ 72 ]               |
| 2025           | Tea Kolar Jurkovšek in Bogdan Jurkovšek | | za donacijo zbirke 176 steklenih obtežilnikov iz steklarn 19. in 20. stoletja Pokrajinskemu muzeju Celje | [ 72 ]               |
| 2025           | Klavdij Sluban | | za obsežno retrospektivno razstavo Nekje drugje Tukaj in podarjeno celotno razstavljeno zbirko - 159 originalnih, certificiranih, signiranih in numeriranih fotografij MGML | [ 72 ]               |
| 2025           | Marco Manin | | za izjemen prispevek k ohranjanju, zaščiti in vrednotenju slovenske zgodovinske in kulturne dediščine izven meja Slovenije s poudarkom na sodelovanju z Narodnim muzejem Slovenije pri zapuščini Josipa Pangerca na Tržaškem in v Istri | [ 72 ]               |

### Valvasorjeva diploma
| Leto podelitve | Ime               | Ustanova oz. organizacija | Opombe                                                                                              | Sklici |
| -------------- | ----------------- | --- | --------------------------------------------------------------------------------------------------- | ------ |
| 2012–2013      | ni bila podeljena | ni bila podeljena | ni bila podeljena                                                                                   |        |
| 2014           |                   | podjetja Amal, Akron, Efaflex, Eko Produkt, Es Erco, Inotherm, Kampo, M Sora, Norica, Mizarstvo Markelj, Mizarstvo Melu, Restavratorstvo Šentjošt, Steklarstvo Rojs, Studio Dom, Val Marketing, Zumtobel Licht In drugi | donatorji razstave Vrata: Prostorski in simbolni prehodi življenja v Slovenskem etnografskem muzeju | [ 58 ] |
| 2015           | ni bila podeljena | ni bila podeljena | ni bila podeljena                                                                                   |        |
| 2016           |                   | Občina Trzin, Turistično društvo Kanja Trzin | za doprinos k ohranjanju in promociji kulturne dediščine Trzina                                     | [ 62 ] |
| 2017–2025      | ni bila podeljena | ni bila podeljena | ni bila podeljena                                                                                   |        |

### Valvasorjev nagelj
| Leto podelitve | Ime | Ustanova                                                              | Opombe | Sklici        |
| -------------- | --- | --------------------------------------------------------------------- | --- | ------------- |
| 2014           | | KSEVT – Kulturno središče evropskih vesoljskih tehnologij             | | [ 58 ]        |
| 2015           | Polona Senčar |                                                                       | za promocijo slovenske kulturne dediščine doma in na tujem | [ 60 ]        |
| 2016           | | Park vojaške zgodovine Pivka                                          | za izvedbo operacije Celovita ureditev kompleksa parka vojaške zgodovine in postavitev novih stalnih razstav                                                                        | [ 62 ]        |
| 2017           | Andreja Brancelj Bednaršek, Jurij Kocuvan | Belokranjski muzej Metlika                                            | za razstavo Beti / 60 let spominov | [ 63 ]        |
| 2018           | | Humanistično društvo Histria                                          | za izjemne dosežke pri nadregionalnem delovanju na področju humanističnega preučevanja na celotnem območju Istre (Hrvaška, Slovenija, Italija)                                      | [ 64 ]        |
| 2019           | Tomaž Slak, Matej Rifelj, Alojzij Slak, Majda Pungerčar, Mateja Muhič, Robert Slak, Andrej Kastelic (župan Občine Mirna Peč) | Muzej Lojzeta Slaka in Toneta Pavčka                                  | za razstavo Lojze Slak – Virtuoz na diatonični harmoniki: Moje plošče so moje knjige                                                                                                | [ 65 ]        |
| 2020           | | Javni zavod za kulturo, mladino in šport Litija – Mestni muzej Litija | za razstavni projekt Dediščina nas povezuje | [ 66 ]        |
| 2021           | Saša Mesec, Natalija Štular | Slovenski planinski muzej                                             | za razstavo 10 sidrišč slovenskega alpinizma | [ 67 ]        |
| 2022           | Safet Zec, Polona Senčar, Nives Marvin, Ljudmila Sinkovič, Mira Ličen |                                                                       | za razstavo Safeta Zeca Exodus in objemi | [ 68 ]        |
| 2023           | Verena Vidrih Perko, Maša Saccara, Snježana Karinja, Nadja Terčon, Špela Prunk, Andrej Preložnik, Matjaž Novšak, Petra Stipančić, Oži Lorber, Jana Puhar, Barbara Trnovec, Maja Bausovac, Karla Oder, Aleksandra Nestorović, Jože Štukl, Helena Gabrijelčič Tomc, Tanja Nuša Kočevar, Dejana Javoršek, Gregor Oštir, Anže Mrak ter drugi strokovnjaki in sodelavci z drugih področij |                                                                       | za medmuzejsko razstavo Ženske zgodbe: mitske podobe in realnost skozi muzejske predmete (za zgledno sodelovanje skupine muzealcev in aktualizacijo družbene vloge žensk skozi čas) | [ 69 ] [ 70 ] |
| 2024           | Daša Pavlovič |                                                                       | razstava Čivki iz preteklosti/Tweets From the Past (Arheološki muzej Frankfurt) | [ 71 ]        |
| 2025           | Mateja Huber, Jasna Žižek, Dušanka Horvat in sodelujoči učenci Osnovne šole I Murska Sobota | Pomurski muzej Murska Sobota                                          | občasna razstava Predmeti veselja | [ 72 ]        |

### Slovenski muzej leta
| Leto podelitve | Ustanova                      | Opombe                                                                     | Sklici |
| -------------- | ----------------------------- | -------------------------------------------------------------------------- | ------ |
| 2024           | ni bila podeljena             | ni bila podeljena                                                          | [ 72 ] |
| 2025           | Muzej novejše zgodovine Celje | za delovanje s poudarkom na ureditvi muzejskega kompleksa Fotohiša Pelikan | [ 72 ] |